# Brandy Wharf
Brandy Wharf – osada w Anglii, w hrabstwie Lincolnshire, w dystrykcie West Lindsey. Leży 26 km na północ od Lincoln i 218 km na północ od Londynu.